# Витино (порт)
Порт Витино — нефтяной морской порт в Кандалакшском районе Мурманской области. Расположен у станции Белое Море, в нескольких километрах к югу от Кандалакши, на западном берегу Кандалакшского залива Белого моря.

## История
Порт Витино открылся в 1995 году. До навигации 2001 года порта работал сезонно, а с 2001 года — круглогодично.
Порт используется главным образом для экспорта нефти и нефтепродуктов, поступающих по железной дороге. С 25 марта 2010 года в порт разрёшен заход судов с ядерными энергетическими установками.
Порт принимает морские танкеры водоизмещением до 70.000т, с размерами до
- длина — 230 м;
- ширина — 32,2 м;
- осадка — 10,9 м.

В настоящее время порт принадлежит компании Usarel.

## Грузооборот порта
- 2004 год — 3,7 млн т (при пропускной способности 8 млн т)[4].
- 2009 год — 4,4 млн т[3]
- январь-апрель 2010 года — 1,5 млн т[5] (снижение на 1,1 %)

## Терминалы
Общее количество причалов — 4. Оператором всех 4 причалов является компания «Морской специализированный порт Витино» (прекратила деятельность в 2021 г.).
- Причал № 1 предназначен для судов портофлота. Глубина у причала 3,5 м.
- Причалы № 2 и № 3 обслуживает суда смешанного плавания «река-море» (нефтерудовозов). Глубина у причалов 4,0 м.
- Причал № 4 — рейдовый причал, состоящий из 7 швартовых бочек, плавперехода с трубопроводами и якорных систем. Глубина у причала 13,7 м.